# Bê bối tham nhũng của Qatar tại Nghị viện châu Âu
Bê bối tham nhũng của Qatar tại Nghị viện châu Âu (viết tắt tiếng Anh là Qatargate) là một vụ bê bối chính trị bao gồm các chính trị gia, nhân viên chính trị, vận động hành lang, cán bộ công chức và gia đình họ với cáo buộc tham nhũng, rửa tiền và tội phạm có tổ chức liên quan đến nhà nước Qatar để đổi lấy ảnh hưởng tại Nghị viện châu Âu. Tuy nhiên, Qatar lại phủ nhận các cáo buộc. Chính quyền Bỉ, Ý và Hy Lạp là các đơn vị đang thi hành pháp luật và tịch thu 1,5 triệu euro tiền mặt, máy tính cùng điện thoại di động. Đồng thời, bắt giữ và buộc tội 4 cá nhân có liên quan. Các cáo buộc bao gồm tham nhũng, rửa tiền và tội phạm có tổ chức.
Trong khi đó, Kaili khẳng định mình vô tội và luật sư của bà "không xác nhận hay phủ nhận" thông tin tìm thấy bao tiền ở nhà của bà.

## Quá trình điều tra
Vào tháng 7 năm 2022, Văn phòng Trung ương về bài trừ tham nhũng (tiếng Pháp: Office central pour la répression de la corruption, OCRC, tiếng Hà Lan: Centrale Dienst voor de Bestrijding van Corruptie, CDBC), một đơn vị của Cảnh sát Liên bang Bỉ, đã mở cuộc điều tra về một tổ chức phạm tội. Cuộc điều tra được dẫn đầu bởi thẩm phán, Michel Claise.
Vào ngày 9 tháng 12 năm 2022, cảnh sát Bỉ đã tiến hành điều tra và thực hiện 20 cuộc khám xét đột ngột tại 19 địa chỉ khác nhau trên khắp Brussels và 8 vụ bắt giữ trên khắp Bỉ và Ý. Nhà và văn phòng của các nghi phạm đã bị khám xét, bao gồm cả các văn phòng trong khuôn viên Nghị viện Châu Âu ở Brussels. Theo Hiến pháp Bỉ, Chủ tịch Nghị viện châu Âu, Roberta Metsola, được yêu cầu phải trở về từ nhà của bà ở Malta để có mặt trong quá trình khám xét nhà Eva Kaili, người có quyền miễn trừ ngoại giao với tư cách là Nghị sĩ châu Âu (MEP) kiêm Phó Chủ tịch Nghị viện châu Âu.
Sau các cuộc khám xét bất ngờ vào nhà của Kaili, cha cô sau đó đã bị bắt khi ông cố chạy trốn khỏi khách sạn Sofitel tại Place Jourdan ở Bruxelles sau khi được thông tin về các cuộc khám xét này. Các nhà điều tra đã tìm thấy một chiếc vali với "vài trăm nghìn euro" trên người bị cáo khi bỏ trốn.
Ngoài ra, cảnh sát cũng đã khám xét bất ngờ các địa điểm liên quan đến Pier Antonio Panzeri, một cựu Nghị sĩ châu Âu người Ý. Khi khám xét nhà của ông, cảnh sát đã tìm thấy một lượng lớn tiền mặt trong "két sắt được cất giấu rất kỹ". Cùng thời gian đó, các nhà điều tra đã đột kích vào các văn phòng của tổ chức phi chính phủ quốc tế Fight Impunity, một tổ chức được thành lập để thúc đẩy chống lại các cuộc trừng phạt đối với những hành vi vi phạm nghiêm trọng về nhân quyền và tội ác chống lại loài người mà Panzeri đang là chủ tịch.
Sau khi kết thúc các cuộc đột kích ở Bruxelles, cảnh sát đã bắt giữ Eva Kaili; Antonio Panzeri; Francesco Giorgi, chồng của Kaili và là cố vấn MEP người Ý Andrea Cozzolino; Alexandros Kailis, cha của Kaili và cựu chính trị gia Hy Lạp; Luca Visentini, Tổng thư ký Tổng liên đoàn Lao động Quốc tế (ITUC); Niccolo' Figa-Talamanca, Tổng thư ký của tổ chức phi chính phủ Nếu không có công lý sẽ không có hòa bình (tiếng Anh: No Peace Without Justice); và một trợ lý người Ý giấu tên của Nghị sĩ châu Âu Alessandra Moretti. Sau đó, Alexandros Kailis được trả tự do và trong khi đó, Luca Visentini trả tự do có điều kiện. 600.000 € tiền mặt được cho là đã được tìm thấy tại nhà của Panzeri cùng với số khác được tìm thấy tại nhà, phòng khách sạn cha của Kaili và nhà chung của Kaili và Giorgi. Như vậy, tổng số tiền mặt được tìm thấy trong các cuộc khám xét đã lên lên tới 1,5 triệu euro. Sau khi Kaili bị bắt, cô bị giam tại Nhà tù Saint-Gilles (tiếng Pháp: Prison de Saint-Gilles) cho đến khi bị chuyển đến nhà tù ở Haren, Brussels.
Ngoài việc khám xét tài sản của những bị cáo, các cơ quan điều tra còn tiến hành khám xét nhà của bốn trợ lý Nghị viện (Federica Garbagnati, Giuseppe Meroni, Donatella Rostagno và Davide Zoggia), cùng những người khác, nhưng những cuộc khám xét này không đủ căn cứ để bắt giữ họ. Garbagnati, Rostagno và Zoggia lần lượt là các trợ lý của MEP Alessandra Moretti, Marie Arena và Pietro Bartolo, trong khi Meroni làm trợ lý cho Lara Comi. Những cuộc khám xét khác đã được diễn ra tại nhà của hai cố vấn không được tiết lộ danh tính và một quan chức của Nghị viện châu Âu.
Khi các cuộc khám xét được thực hiện ở Brussels, Cảnh sát Ý đã thực hiện hai lệnh bắt giữ châu Âu trên khắp lãnh thổ của nước này. Maria Colleoni, vợ của Panzeri đã bị bắt tại nhà riêng ở Calusco d'Adda, gần Bergamo, Ý, và con gái của ông ta, Silvia Panzeri, bị bắt vào tối hôm đó ở Milan. Cả hai đều bị chuyển đến giam giữ ở nhà tù Bergamo. Ngay sau đó, chính quyền Ý đã tiến hành một cuộc đột kích vào nhà của Giorgi ở Ý và tịch thu thêm 20.000 € tiền mặt. Kể từ ngày 14 tháng 12, Maria và Silvia đã được thả dưới sự quản thúc tại gia ở một khu nhà tại Lombardia.
Ngày 10 tháng 12, một ngày sau những cuộc khám xét, cuộc khám xét tiếp theo đã được thực hiện tại nhà phó chủ tịch phái đoàn Nghị viện Châu Âu về quan hệ với Bán đảo Ả Rập, MEP người Bỉ Marc Tarabella. Tuy nhiên, Tarabella không bị bắt.
Vào ngày 12 tháng 12 năm 2022, có thông báo rằng Cơ quan chống rửa tiền của Hy Lạp đã đóng băng tất cả tài sản của Kaili và những người thân trong gia đình bà. Lệnh này bao gồm tất cả các tài khoản ngân hàng, két sắt, công ty và bất kỳ tài sản tài chính nào khác có liên quan. Theo người đứng đầu Cơ quan chống rửa tiền, một công ty bất động sản mới thành lập ở Kolonaki, một khu phố của Athens, được các nhà chức trách nơi đây đặc biệt quan tâm.
Khi Nghị viện Châu Âu triệu tập lần đầu tiên sau vụ bê bối, vào ngày 13 tháng 12 tại trụ sở ở Strasbourg, Pháp, văn phòng của MEP Pietro Bartolo và quan chức Nghị viện, Mychelle Rieu, đều bị các nhà điều tra niêm phong.

## Xét xử và truy tố
Bốn nghi phạm bị buộc tội bao gồm: Kaili, Panzeri, Giorgi và Figà-Talamanca, dự kiến hầu tòa tại Palais de Justice, Brussels, tòa án sơ cấp quốc gia, vào ngày 14 tháng 12 để tiến hành thủ tục buộc tội. Ba trong số bốn nghi phạm đã xuất hiện trước tòa nhưng những cuộc đình công nhân viên nhà tù đã cản trở Kaili xuất hiện. Sau đó, việc hầu tòa của Kaili đã được lên lịch lại vào ngày 22 tháng 12 năm 2022.

## Phản ứng

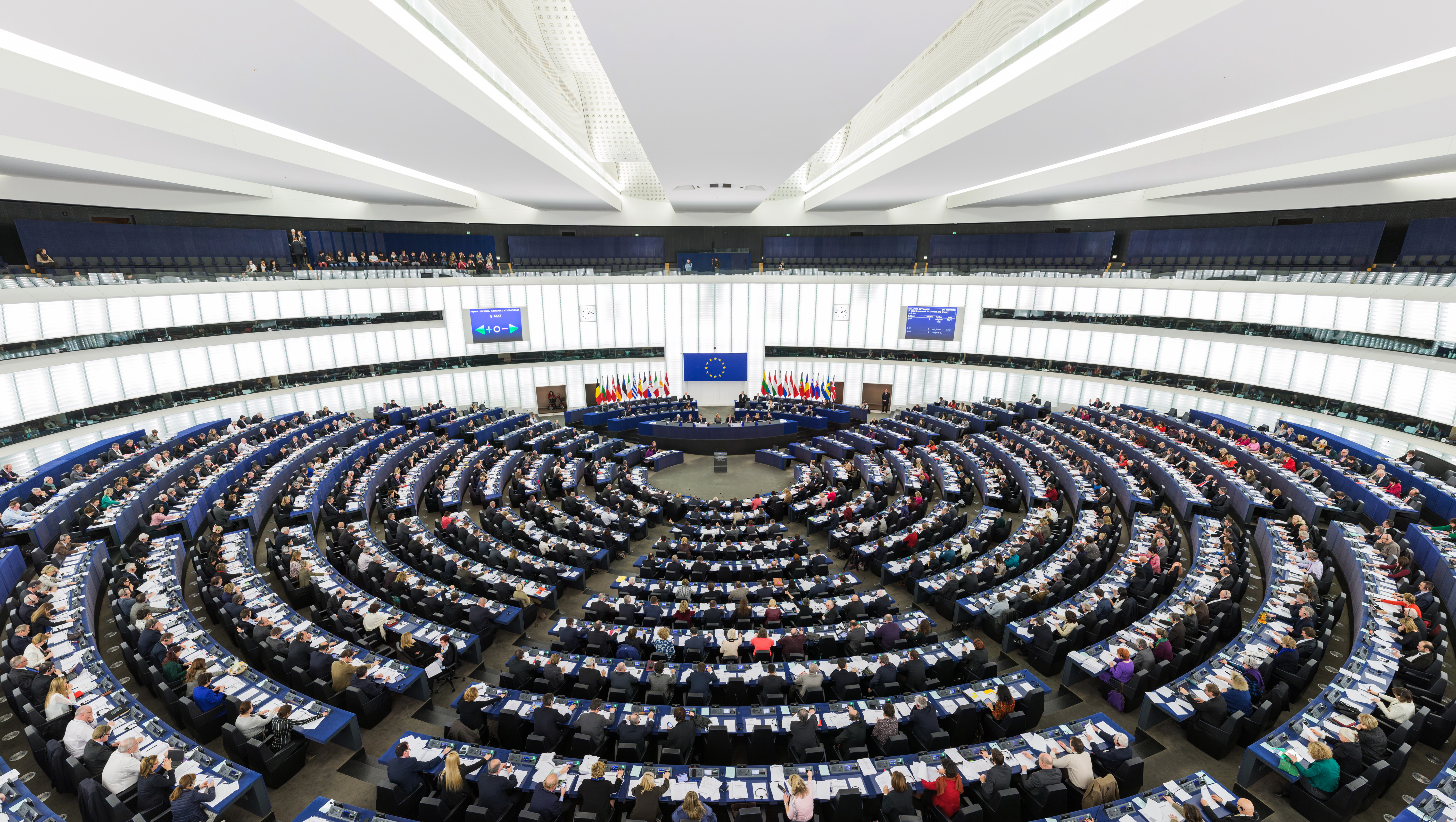
Nghị viện châu Âu, Strasbourg

Ngay sau vụ bắt giữ, khắp Liên minh châu Âu đã có những phản ứng mạnh mẽ lên án phó chủ tịch Kaili. Sau khi truyền thông Bỉ lần đầu tiên đưa tin, Chủ tịch Nghị viện châu Âu Roberta Metsola xác nhận Nghị viện Châu Âu đã tuân thủ cuộc điều tra mà không nêu rõ bản chất của nó. Sau vụ bắt giữ, cả PASOK, đảng chính trị của Kaili ở Hy Lạp, và Liên minh Xã hội và Dân chủ bên trong Nghị viện Châu Âu đều tuyên bố đình chỉ hoạt động của Kaili bên trong các tổ chức. Hai ngày sau vụ bắt giữ, Metsola đã đình chỉ trách nhiệm và quyền hạn của Kaili với tư cách là Phó Chủ tịch Nghị viện Châu Âu. Trong một cuộc bỏ phiếu, Kaili đã chính thức bị đa số loại bỏ khỏi vị trí phó chủ tịch.
Khi khai mạc cuộc họp đầu tiên của Nghị viện Châu Âu sau các cuộc khám xét, vào ngày 12 tháng 12, Chủ tịch Nghị viện châu Âu tuyên bố mọi hoạt động với Qatar sẽ bị đình chỉ. Trong cuộc họp, Liên minh Xanh-Châu Âu Tự do (S&D) và Đổi mới châu Âu đều kêu gọi thành lập một ủy ban điều tra do Nghị viện châu Âu đứng đầu. Việc đình chỉ các hoạt động thương mại của Nghị viện đã được thực thi trước 3 ngày bỏ phiếu đưa ra thỏa thuận miễn thị thực du lịch với Qatar và các quốc gia khác. Việc này cũng dẫn đến việc hủy phiếu về miễn thị thực du lịch đến Ecuador, Kuwait và Oman. Ngoài ra, một thỏa thuận vận chuyển hàng không lớn và gây tranh cãi cho phép Qatar Airways tiếp cận không giới hạn vào thị trường EU đã bị đình chỉ sau những cảnh báo cho cho rằng Qatar có thể đã can thiệp vào các cuộc thảo luận nội bộ của Nghị viện về vấn đề này. Trong các cuộc đàm phán, các quốc gia thành viên EU đã chỉ trích các thỏa thuận do ủy ban vận tải của Nghị viện đàm phán là quá có lợi cho Qatar.
Trước khi khai mạc cuộc thảo luận toàn thể, một số Nghị sĩ của Liên minh Xã hội và Dân chủ đã từ chức khỏi các vị trí trong Nghị viện. MEP Marc Tarabella đã đình chỉ vai trò của mình khỏi Liên minh S&D, MEP Maria Arena từ chức Chủ tịch ủy ban nhân quyền của Nghị viện, MEP Pietro Bartolo đình chỉ vai trò phát ngôn viên của Liên minh về tự do hóa thị thực và MEP Andrea Cozzolino đình chỉ vai trò phát ngôn viên của Liên minh về các vấn đề khẩn cấp. Tarabella sau đó đã bị đình chỉ bởi Đảng Xã hội Bỉ.
Chủ tịch Nhóm Nghị viện Hữu nghị EU-Qatar, MEP José Ramón Bauzá (Đổi mới châu Âu), đã tuyên bố đình chỉ nhóm sau các cáo buộc. Trong một tuyên bố, Bauzá cho biết "[việc đình chỉ là do] trước những vụ việc rất nghiêm trọng trong vài ngày qua, và cho đến khi chúng ta đi đến tận cùng của vấn đề".
Đảng Nhân dân châu Âu (EPP), Đảng chính trị lớn nhất trong Nghị viện, đã quyết định đình chỉ tất cả các hoạt động chính sách đối ngoại liên quan đến tất cả các vấn đề bên ngoài Liên minh Châu Âu cho đến khi có thể đảm bảo tính toàn vẹn các thủ tục. EPP khuyến khích các bên khác làm theo.
MEP Dino Giarrusso (Non-Inscrits) tuyên bố ông và những người khác đã nhiều lần được các quan chức Qatar tiếp cận: "Họ hy vọng sẽ cải thiện danh tiếng của đất nước, đặc biệt là trong thời gian chuẩn bị cho Giải vô địch bóng đá thế giới".
Ursula von der Leyen, Chủ tịch Ủy ban châu Âu, cáo buộc nước chủ nhà World Cup, Qatar, tìm cách mua ảnh hưởng trong Nghị viện châu Âu và đó mới là "mối quan tâm lớn nhất". Von der Leyen kêu gọi thành lập một cơ quan để duy trì các quy tắc về tính liêm chính và đạo đức trong tất cả các tổ chức của EU. Cựu Chủ tịch Nghị viện châu Âu và hiện là Ủy viên Châu Âu chịu trách nhiệm về Ngoại giao và An ninh, Josep Borrell cho rằng "tin tức rất đáng lo ngại, rất, rất đáng lo ngại. Chúng ta đang đối mặt với một số vấn đề, một số sự thật chắc chắn làm [chúng ta] lo lắng. [Chúng ta] phải hành động không chỉ dựa trên sự thật mà còn dựa trên... bằng chứng. Tôi chắc rằng các bạn hiểu rõ đây là những cáo buộc rất nghiêm trọng".